# Mens Nostra

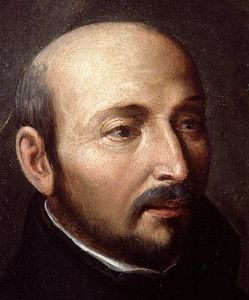
Ignatius van Loyola, Patroon der Geestelijke Oefeningen

Mens Nostra (Latijn voor Ons (voor de) geest) is de titel van een encycliek van paus Pius XI van 20 december 1929 over de bevordering van geestelijke oefeningen.
Met deze encycliek keek hij om te beginnen terug op de apostolische constitutie Auspicantibus nobis, waarmee hij eerder dat jaar 1929 tot Jubeljaar had uitgeroepen, ter gelegenheid van zijn vijftigjarig priesterjubileum. In het kader van dat Jubeljaar had hij de gelovigen opgeroepen zich over te geven aan het doen van geestelijke oefeningen, zoals het op één dag bezoeken van verschillende kerken, om er voor bepaalde voorgeschreven intenties te bidden. Hiermee had de paus beoogd om de gelovigen te laten delen in de schatten van hemelse genade opdat hun geloof zou worden versterkt. Even verderop verwees de paus naar de zorg die Wij gedurende geheel Onze priesterlijke bediening gehad hebben, om door middel van de geestelijke oefeningen aan Onze medemensen in hemelse zaken leiding te geven, en dat met zulk een vrucht voor de zielen en zulk een heerlijk gevolg, dat we met volle recht de geestelijke oefeningen beschouwen mogen als een zeer bijzonder hulpmiddel tot de eeuwige zaligheid.
Hierna benadrukte de paus het belang van geestelijke oefeningen, en met name dat van retraites als middel tegen de kwaal van lichtzinnige onnadenkendheid (die leidt tot) een voortdurende zucht naar uiterlijkheden, rijkdom en genot. Door het doen van geestelijke oefeningen kan deze zucht tot stand gebracht worden, en kan de mens zich concentreren op dat waar het werkelijk om gaat: de eeuwige waarheden, de Goddelijke wetten en God zelf. Wanneer iemand door geestelijke oefening in deze concentratie raakt, wordt hij gelijk geschikter om de medemens te winnen voor Christus.
Met nadruk wijst de paus in dit verband op het werk van Ignatius van Loyola, die hij aanduid als de Meester van de geestelijke oefeningen. In het bijzonder beveelt de paus de lezing van diens werk Geestelijke Oefeningen aan. Eerder al - met de apostolische constitutie Summorum Pontificum - had Pius Ignatius uitgeroepen tot de patroon der geestelijke oefeningen. De paus spoort de gelovigen aan om bij geestelijke oefeningen, de richtlijnen van Ignatius te volgen.